# Blanka av Valois
Blanka av Valois, född 1316, död i augusti 1348 i Prag, var en drottning av Böhmen, gift med kung Karl av Böhmen. Hon var dotter till den franske prinsen greve Karl av Valois och Mahaut av Chatillon.

## Biografi
Blanka växte upp vid det franska hovet hos sin kusin kung Karl IV av Frankrike. Karl IV:s drottning, Maria av Luxemburg var syster till Blankas blivande makes far, och paret var alltså kusiner. Hennes äktenskap med kusinen arrangerades då hon var sju år gammal som en allians mellan Frankrike och Böhmen. 
Vigseln ägde rum i makens frånvaro den 15 maj 1323 efter en dispens från påven. Alliansen mellan Frankrike och Böhmen blev ännu viktigare under den franska tronföljdskrisen 1328, och befästes ytterligare med en annan äktenskapsallians 1331. Blanka och Karl tillbringade de första åren efter vigseln på skilda håll; hon i Luxemburg och han i Italien. 
Den 12 juni 1334 gjorde Blanka sitt högtidliga intåg i Prag, och paret började därefter leva tillsammans. Karl var även han en nykomling i Böhmen, och de tvingades båda anpassa sig till ett nytt land. Blanka kvarblev sedan i Böhmen permanent medan Karl deltog i krigföring utomlands. Hon lärde sig snabbt tala tjeckiska och tyska, men umgicks mest i sin krets av franska hovmän och hovdamer. År 1337 tvingades hon på svärfaderns order flytta till Brno. Blanka blev Böhmens drottning 1346 och kröntes i Prag 1347. Hon avled efter en tids sjukdom året därpå.

## Barn
Paret fick två gemensamma döttrar: 
- Margareta av Böhmen (1335-1349), drottninggemål till kung Ludvig I av Ungern och Kroatien.
- Katarina av Böhmen (1342-1395), gift med hertig Rudolf IV av Österrike och därefter med Otto V av Bayern.

## Blanka av Valois krona

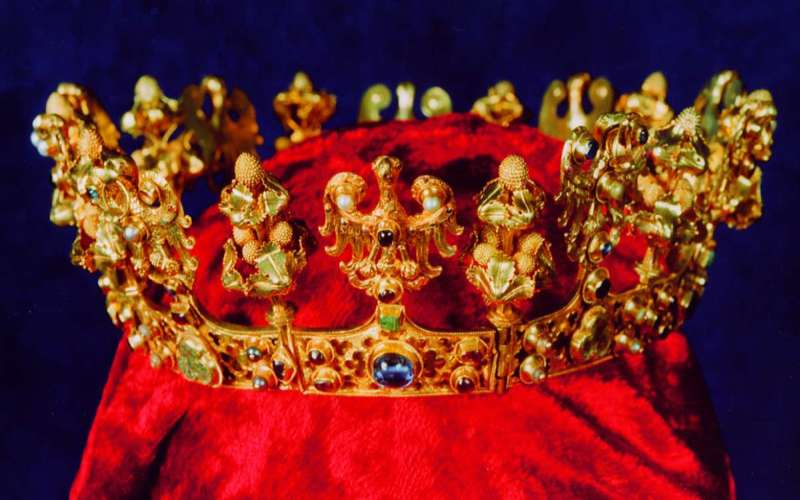
Blanka av Valois krona.

En krona som tros ha tillhört Blanka av Valois hittades på 1980-talet i Środa Śląska i Polen, som del av den så kallade Środaskatten. Kronan tros ha pantsatts av hennes man, Karl av Böhmen, hos en judisk köpman och gömts undan nedgrävd, och finns idag utställd på Środa Sląskas regionalmuseum.